# 夜のピンチヒッター
『夜のピンチヒッター』（よるのピンチヒッター）は、ラジオ関西で2011年から2017年まで（2015年を除く）プロ野球ナイターシーズン中に不定期に放送されていたロック主体の音楽番組である。

## 概要
ラジオ関西では2010年から『ラジオ関西ジャイアンツナイター』のうち、読売ジャイアンツビジターゲームで中継ができない場合、あるいは移動・予備日などで試合が無い一部曜日の「スタジオ特集」を、原則自社製作のものに変更した。
このうち、火曜日の分は2011年から2014年まで、「全ての野球ファンと音楽ファンのために」をモットーとして、古今東西のロック音楽の楽曲を音楽評論家（自称「ロック漫筆家」）の安田謙一がラジオ関西の豊富な音源と、自身の所有するレコードライブラリーから紹介していく番組を行った。
2015年は『名曲ラジオ 三浦紘朗です』の「ナイタースタジオ特集」枠への移行に伴う編成上の都合で放送が見送られたが、2016年は『まるスポ!』の後番組として、金曜日に放送枠を移して再開することになった。しかし、2018年は『アナログ・コネクション』の「ナイタースタジオ特集」枠への移行に伴い放送されないことになった。

## 放送日
2011 - 2014年度
- 火曜日不定期 19:00 - 21:40

2016 - 2017年度
- 金曜日不定期 17:55 - 21:00 （2016年）、17:55 - 21:30 （2017年）
  - 放送日は出典にて確認
  - なお、野球中継が組まれ、雨天中止になった場合は放送せず「ジャイアンツナイター・麻布台スタジアム」、またはJRNナイター予備試合（2016年から）を放送する。
  - 不定期に他の単発特別番組が編成され、本番組を短縮放送とする場合がある。